# Taxidermia
Taxidermia – węgierski komediodramat z 2006 roku w reżyserii Györga Pálfiego. Zdjęcia kręcono w Budapeszcie i Wiedniu.

## Opis fabuły
Jest to groteskowa opowieść o trzech pokoleniach mężczyzn. Każdy z aktów opisuje fragment życia jednego z nich: Vendel Morosgoványi (Csaba Czene) to austro-węgierski żołnierz i seksoholik, jego syn – Kálmán Balatony (Gergely Trócsányi) – jest właścicielem olbrzymich kotów, a jednocześnie mistrzem świata w jedzeniu na czas, a jego wnuk – Lajoska Balatony (Adél Stanczel) – preparator zwierząt próbujący zaimponować swojemu, zadufanemu w osiągnięciach, ojcu.

## Obsada
- Csaba Czene jako Vendel Morosgoványi
- Gergely Trócsányi jako Kálmán Balatony
- Adél Stanczel jako Lajoska Balatony
- Máté Gábor jako Öreg Balatony Kálmán